# Barúnbajan-Ulán járás
Barúnbajan-Ulán járás (mongol nyelven: Баруунбаян-Улаан сум) Mongólia Dél-Hangáj tartományának egyik járása. Területe 3900 km². Népessége kb. 2700 fő.
Székhelye 170 km-re délnyugatra fekszik Arvajhér tartományi székhelytől.
A járás legmagasabb hegye a Dzúnbogd (Зуунбогд, 3590 m); a legmélyebben fekvő pontja Tácin cagánnúr (Таацын цагааннуур, 1234 m)